# Boletus pinophilus
Boletus pinophilus Pilat & Dermek, o boleto pinícola, es un hongo basidiomiceto del orden Boletales.

## Descripción
Su seta posee un sombrero de entre 6 y 30 centímetros de diámetro, con cutícula de color marrón rojizo. Tubos casi libres, de color blancos, luego amarillos y finalmente amarillos oliva. Pie color marrón claro, muy grueso, que puede superar el diámetro del sombrero. Se da en el Bierzo

## Hábitat y época
Primavera y verano con lluvias, y principalmente en otoño. Suelen crecer en pinares viejos de Pinus sylvestris, aunque también pueden hacerlo en hayedos. En España, es posible encontrarlo entre otras comarcas los pinares de Soria y en la Sierra de Gata (Cáceres). 
Esporada: ( De 21 a 28 días ) 

## Comestibilidad
Comestible excelente, siendo una seta muy apreciada.